# Scott Williams
Scott Christopher Williams (ur. 21 marca 1968 w Hacienda Heights) – amerykański koszykarz, grający w lidze NBA na pozycji środkowego, trzykrotny mistrz ligi z drużyną Chicago Bulls.
W 1986 wystąpił w meczu gwiazd amerykańskich szkół średnich - McDonald’s All-American.
Po ukończeniu University of North Carolina at Chapel Hill nie został wybrany z drafcie, ale podpisał umowę z Chicago Bulls w 1990. W zespole był rezerwowym centrem i trafił na złoty okres drużyny, zdobywając u boku Michaela Jordana trzy razy z rzędu tytuł mistrza NBA w latach 1991-1993. W 1994 trafił do Philadelphia 76ers, gdzie rozegrał niecałe pięć sezonów. Następnie grał jeszcze w Milwaukee Bucks, Denver Nuggets, Phoenix Suns, Dallas Mavericks i Cleveland Cavaliers. Karierę zakończył w 2005.
Po zakończeniu kariery komentował mecze dla zespołów Cleveland Cavaliers i Milwaukee Bucks.
Z żoną Lisą mają jednego syna.

## Osiągnięcia
Na podstawie, o ile nie zaznaczono inaczej.
NCAA
- Uczestnik rozgrywek:
  - Elite 8 turnieju NCAA (1987, 1988)
  - Sweet 16 turnieju NCAA (1987–1990)
- Mistrz:
  - turnieju konferencji konferencji Atlantic Coast (ACC – 1989)
  - sezonu regularnego ACC (1987, 1988)

NBA
- Mistrz NBA (1991–1993)
- Lider play-off w skuteczności rzutów z gry (1998)[3]

Reprezentacja
- Wicemistrz świata U–19 (1987)